# Сапановчик
Сапановчик (укр. Сапанівчик) — село в Смыгской поселковой общине Дубенского района Ровненской области Украины.
Население по переписи 2001 года составляло 169 человек. Почтовый индекс — 35683. Телефонный код — 3656. Код КОАТУУ — 5621680411.